# Adelfo Magallanes
Adelfo Magallanes Campos (San Vicente de Cañete, 29 agosto 1913 – Lima, 15 giugno 1988) è stato un calciatore e allenatore di calcio peruviano, di ruolo centrocampista.

## Carriera
Soprannominato El Bólido ("Il Bolide"), era un'ala destra che esordì nel calcio professionistico nel 1931 con la maglia dell'Alianza Lima in massima serie. Vi giocò per 14 anni consecutivi, lasciando l'attività agonistica nel 1944.
Debuttò con la maglia della Nazionale del Perù alle Olimpiadi di Berlino, nel corso delle quali il Perù raggiunse la semifinale battendo la Finlandia per 7-3 e l'Austria  per 4-2. La vittoria contro gli austriaci, però, fu annullata dalla FIFA, che ordinò di giocare nuovamente la partita senza spettatori, provocando il ritiro del Perù.
Nel 1938 è nella rosa del Perù che conquista la medaglia d'oro ai Giochi Bolivariani di Bogotà. Vince poi la Copa América 1939.

## Palmarès

### Giocatore

#### Club

##### Competizioni nazionali
- Campionato peruviano: 3

Alianza Lima: 1931, 1932, 1933

#### Nazionale
- Giochi Bolivariani: 1

1938
- Coppa America: 1

1939

### Allenatore

#### Club

##### Competizioni nazionali
- Campionato peruviano: 4

Alianza Lima: 1948, 1952, 1954, 1955